# تشنه باران
تشنه باران فیلمی به کارگردانی و نویسندگی نادر قانع محصول سال ۱۳۵۷ است.

## خلاصه داستان
مریم و ایرج قرار ازدواج می‌گذارند. ایرج خواننده است و پس از حادثه ای متوجه می‌شوند که به بیماری سرطان خون مبتلا است. در بيمارستان با پرستاری به نام فریده آشنا می‌شود و به کمک او، و برای سعادت مریم، می‌کوشد خود را از سر راه مریم دور کند. چنگیز، شوهر فریده از زندان آزاد می‌شود و به دوستش رجب می‌سپارد که مراقب رفت‌وآمدهای فریده باشد. ایرج در عالم مستی و از سر استیصال از چنگیز می‌خواهد که در ازای مقداری پول جان او را بگیرد. چنگیز ابتدا امتناع می‌کند؛ اما وقتی در می‌یابد که فریده خاطرخواه ایرج است، تصميم می‌گیرد ایرج را به قتل برساند. در چنین وضعی پزشکان به ایرج اطلاع می‌دهند که در تشخيص بیماری او اشتباه کرده‌اند. در لحظه‌ای که چنگیز با تفنگ خود به سوی ایرج شلیک می‌کند فریده خود را سپر او قرار میدهد و کشته می‌شود. چنگیز توسط ژاندارم ها دستگیر می‌شود و ایرج و مریم زندگی مشترکی را آغاز می‌کنند.

## بازیگران
- ایرج مهدیان در نقش «ایرج»
- سیمین غفاری در نقش «مریم»
- فریده بیات در نقش «فریده»
- حمیده خیرآبادی
- نعمت‌اله گرجی
- اصغر سمسارزاده در نقش «رجب»
- هنگامه
- غلام
- عباس تبارکی
- یدی در نقش «چنگیز»
- روحی ساوجی (با نام هنری عزیزه)
- جمشیدی